# Apodocephala
Apodocephala là một chi thực vật có hoa trong họ Cúc (Asteraceae).

## Loài
Chi Apodocephala gồm các loài: